# Bertha Swirles
Bertha Swirles, Lady Jeffreys (ur. 22 maja 1903, zm. 18 grudnia 1999) – brytyjska fizyczka i matematyczka. Zajmowała się fizyką i geofizyką, pozostając związana z Girton College na Uniwersytecie Cambridge przez ponad 70 lat. Jest znana jako współautorka wielokrotnie wznawianego podręcznika Metody matematyczne fizyki (1940).

## Życiorys
Urodziła się w Northampton w 1903 r. w rodzinie nauczycielek. W 1921 podjęła studia matematyczne w Girton College, które ukończyła z wyróżnieniem. Kontynuowała pracę badawczą na uniwersytecie, inspirując się i przyjaźniąc z Mary Taylor Slow. Zrealizowała w latach 1925-1929 doktorat pod kierunkiem Ralpha Fowlera, w towarzystwie m.in. Paula Diraca. Zajmowała się w tym czasie badaniem zjawisk fotoelektrycznych i wczesną fizyką kwantową. Semestr zimowy 1927/28 spędziła w Getyndze w zespole Maxa Borna i Wernera Heisenberga. W 1933 r. została członkinią Royal Society. Pracowała jako wykładowczyni na kilku uczelniach, wśród których był londyński Imperial College, przez większość życia pozostała jednak pracowniczką Cambridge. W latach 1949–1969 zajmowała tam stanowisko kierowniczki studiów matematycznych, w okresie 1966-1969 była wicedyrektorką Girton College.
Poślubiła Harolda Jeffreysa w 1940 r. Gdy jej mężowi nadano w 1953 r. tytuł szlachecki, uzyskała miano Lady Jeffreys. Małżeństwo współpracowało naukowo i napisało wspólnie szereg prac, w tym podręcznik Metody matematyczne fizyki.